# Гудвин, Дорис Кернс
Дорис Хелен Кернс Гудвин — американская писательница-биограф, историк и политолог. Автор биографий многих президентов США, в том числе Линдона Джонсона, Кеннеди, Авраама Линкольна, Теодора Рузвельта, Уильяма Хауарда Тафта. В 1995 году книга Гудвин «No Ordinary Time: Franklin and Eleanor Roosevelt — The Home Front in World War II» получила Пулитцеровскую премию за историческое произведение.

## Ранние годы и образование
Дорис Кернс родилась 4 января 1943 в Бруклине (штат Нью-Йорк), является дочерью Хелен Витт (девичья Миллер) и Майкла Фрэнсиса Алоизиуса Кернса. Её дедушка и бабушка по отцовской линии были иммигрантами из Ирландии. Выросла будущая Гудвин в центре Роквилл, Нью-Йорк, где окончила школу South Side. Позже училась в Колби, штат Мэн. Вуз окончила с отличием в 1964 году со степенью бакалавра искусств, и получила стипендию Вудро Уилсона, чтобы продолжить докторантуру.
В 1968 году получила степень доктора философии в Гарвардском университете, защитив диссертацию на тему «Молитва и повторное участие: анализ отношений между Конгрессом и судом».

## Карьера и награды
В 1967 году Кернс попадает в Белый дом, в период президентства Линдона Джонсона. Последний сразу заинтересовался ею — молодым специалистом, и предложил поработать помощником в Овальном кабинете. Когда в «New Republic» вышла статья Кернс о том, как сбросить с должности Джонсона за его неудачную политику во Вьетнаме, Дорис была зачислена в Департамент труда. Сама Кернс позже говорила: «Президент обнаружил, что я принимала активное участие в антивоенном движении и написала статью под названием „Как свалить Линдона Джонсона“. Поэтому думала, что он выведет меня из программы стажировки. Но вместо этого он сказал: „О, приведите её сюда на год, и если я не смогу победить её, никто не сможет“».
После оставления Джонсоном полномочий в 1969 году, Дорис осталась в Белом доме, где работала над программами по борьбе с бедностью. В 1977 году был опубликован её разговор с уже покойным президентом — книга стала бестселлером «Нью-Йорк таймс» и стала удачным началом её литературной карьеры.

## Награды и признание
В 1995 году Кернс получила Пулитцеровскую премию за книгу «No Ordinary Time: Franklin and Eleanor Roosevelt — The Home Front in World War II». В 1996 году получила премию «Золотая плита» Американской академии достижений.
С 1998 года член Американской академии искусств и наук. В 2005 году получила награду Линкольна за лучшую книгу о гражданской войне в Америке. Часть книги была адаптирована Тони Кушнером до сценария фильма Стивена Спилберга «Линкольн». В 2008 году Дорис Кернс награждена званием почётного доктора Государственного колледжа Вестфилд. В 2014 году награждена медалью Эндрю Карнеги за книгу «The Bully Pulpit: Theodore Roosevelt, William Howard Taft, and the Golden Age of Journalism».

## Личная жизнь
Проживая на Лонг-Айленде, Гудвин была поклонницей бейсбольного клуба «Бруклин Доджерс». Переехав в 1957 году в Лос-Анджелес, она стала фанаткой «Ред Сокс», являясь постоянным владельцем сезонного билета.
В 1975 году Кернс вышла замуж за Ричарда, который работал в администрациях Кеннеди и Джонсона в должности советника и спичрайтера. Они встретились в середине 1972 года в Гарвардском институте политики. Ричард Гудвин был вдовцом, у которого был сын Ричард от первого брака. В то время, когда он и Кернс поженились, его сыну было девять лет. У супругов также были два общих сына Майкл и Джоузеф. Муж Дорис умер 20 мая 2018 от рака. Сама же Дорис Хелен сейчас проживает в городке Конкорд, штат Массачусетс.

## Публикации
- Lyndon Johnson and the American Dream. — New York: New American Library, 1977. — xiv, 463 p. — (Signet, E 7609). — ISBN 9780451076090.
- The Fitzgeralds and the Kennedys: An American Saga. — Third edition. — New York: Simon & Schuster, 2001. — xvii, 932 p. — ISBN 9780671231088.
- No Ordinary Time: Franklin and Eleanor Roosevelt: The American Homefront During World War II[англ.]. — New York: Simon & Schuster, 1995. — 727 p. — ISBN 9780671642402.
- Wait Till Next Year: A Memoir. — New York: Simon & Schuster, 1998. — 272 p. — ISBN 978-0684847955.
- Every Four Years: Presidential Campaign Coverage from 1896 to 2000. — New York: Newseum, 2000. — 48 p. — ISBN 978-0965509176.
- Team of Rivals: The Political Genius of Abraham Lincoln[англ.]. — New York: Simon & Schuster, 2005. — 944 p. — ISBN 978-0-684-82490-1.
- The Bully Pulpit: Theodore Roosevelt, William Howard Taft, and the Golden Age of Journalism[англ.]. — New York: Simon & Schuster, 2013. — 909 p. — ISBN 978-1416547860.